# الموسيقى التصويرية رقم 1
الموسيقى التصويرية رقم 1 (بالكورية: 사운드트랙1)؛ هو مسلسل كوري جنوبي، من بطولة بارك هوانغ شيك وهان سو هي. تم عرضه على منصة ديزني+ من 23 مارس 2020. ومن المقرر عرض الموسم الثاني في ديسمبر 2023.

## القصة
دراما موسيقية رومانسية حول رجل وامرأة كانا صديقين منذ 20 عامًا. عندما ينتهي بهما العيش معًا لمدة أسبوعين، يبدأان ببطء بإدراك مشاعرهما تجاه بعضهما البعض.

## طاقم

### رئيسي
- بارك هيونغ شيك بدور هان سيون وو، مصور.[14]
- هان سو هي بدور لي اون سو، كاتب غنائي.[15]

### دور داعم
- يون بيونغ هي في دور دونج هيون[16]
- كيم جو هون في دور وو-يل[17]
- لي جونغ اون في دور ام ايون-سو[18]

### ظهور خاص
- بارك هون في دور جيول هان[19]
- بارك مين جونج في دور ماري[19]
- سيو ان جوك في دور  جاي جون[20]
- يون سيو-اه في دور كيم سيو-ايون[21]

## الاستقبال

### المشاهدات
احتل المسلسل رقم 1 المرتبة الأولى بين أكثر المسلسلات مشاهدة على ديزني+ في كوريا الجنوبية واليابان وسنغافورة وهونغ كونغ وتايوان، خلال أسبوع بين 26 مارس 2022.

### استقبال نقدي
وجد أيوشي أغراوال من Pinkvilla المسلسل هادئًا وعائليًا، مشيراً إلى أنه على الرغم من أنه لا يجلب شيئًا جديدًا، إلا أن المسلسل نجح في أن يكون قصة حب مقنعة، وأشاد بأداء بارك هيونغ سيك وهان سو هي.
قييم تانو آي راج من نيو ميوزيكال إكسبرس المسلسل بـ 4 من 5 نجوم وقال "واحدة من أرقى العروض لهذا الصيف."  ووصف راج العلاقة بين الشخصيات الرئيسية بالحميمية والواقعية والحساسة، وأثنى على الحوارات وتصوير، مشيدا كذلك بأداء الممثلين.

## الموسيقى

### اوست1
| 1. | "Love is not expressed in words" (사랑은 말로 표현하는게 아니래요)        | 3:53 |
| 2. | "Love is not expressed in words" (사랑은 말로 표현하는게 아니래요; Inst.) | 3:53 |

### اوست 2
| 1. | "Want to be happy" (행복해지고 싶어)        | 3:33 |
| 2. | "Want to be happy" (행복해지고 싶어; Inst.) | 3:33 |

### اوست 3
| 1. | "Your tender heart hurts me" (소녀 같은 맘을 가진 그댈 생각하면 아파요)        | 3:40 |
| 2. | "Your tender heart hurts me" (소녀 같은 맘을 가진 그댈 생각하면 아파요; Inst.) | 3:40 |

### اوست 4
| 1. | "My Love"         | 3:28 |
| 2. | "My Love" (Inst.) | 3:28 |

### اوست 5
| 1. | "Talk to me" (나에게 말해요)        | 4:17 |
| 2. | "Talk to me" (나에게 말해요; Inst.) | 4:17 |

### اوست 6
| 1. | "Prettiest One" (너만 예뻐)        | 3:08 |
| 2. | "Prettiest One" (너만 예뻐; Inst.) | 3:08 |

### اوست 7
| 1. | "A little more" (아주 조금만 더)        | 3:22 |
| 2. | "A little more" (아주 조금만 더; Inst.) | 3:22 |

### اوست 8
| 1. | "Wanna be your lover" (이젠 친구에서 연인이 되고 싶어)        | 4:26 |
| 2. | "Wanna be your lover" (이젠 친구에서 연인이 되고 싶어; Inst.) | 4:26 |

### اوست 9
| 1. | "We'll shine brighter than any other stars" (우린 어떠한 별보다 빛날 거야)        | 3:49 |
| 2. | "We'll shine brighter than any other stars" (우린 어떠한 별보다 빛날 거야; Inst.) | 3:49 |

### اوست 10
| 1. | "Love Love Love"         | 3:16 |
| 2. | "Love Love Love" (Inst.) | 3:16 |

### أوست 11
| 1. | "miss you more, I'm sorry" (더 보고 싶고 미안하고 그래)        | 3:20 |
| 2. | "miss you more, I'm sorry" (더 보고 싶고 미안하고 그래; Inst.) | 3:20 |

### أوست 12
| 1. | "Love beyond words"         | 3:53 |
| 2. | "Love beyond words" (Inst.) | 3:53 |

### أوست 13
| 1. | "I'm more sorry and miss you" (더 미안하고 보고 싶고 그래)        | 3:11 |
| 2. | "I'm more sorry and miss you" (더 미안하고 보고 싶고 그래; Inst.) | 3:11 |

## الإنتاج
المسلسل من إخراج كيم هي وون، التي عملت على مسلسلات مثل اغراة فاتن وقدري أن أحبك وزهرة المال ، المهرج المتوج، فينتشنزو، ونساء صغيرات، وهي مخرجة سابقة لدى ام بي سي. ومن كتابة اهن ساي بوم وهو أول عمل لها. ومن تخطيط والاستثمار في الإنتاج من قبل NHN Bugs ، وانتاج بواسطة كل من ريد ناين بيكتشرز واكساندو إنترتاينمنت. وهي سلسلة أصلية لمنصة ديزني+ العالمية. في 30 نوفمبر 2022 ، أعلنت ديزني+ في مؤتمرها عن انتاج جزء ثاني للمسلسل بطاقم الجديد.
كان يُعرف في الأصل باسم «لماذا أتيت إلى منزلي» ، ولكن في الاخير تم تأكيده بعنوان «ساوندتراك # 1». أعلنته شركة الإنتاج، زانادو انتر على إنستغرام.
قبل إصداره المسلسل، سيتم إصدار OST على مواقع موسيقية مختلفة. الدراما عبارة عن سلسلة من أربعة حلقات بمدة حوالي 40 دقيقة لكل حلقة، وكل حلقة تعبر أحداثها مع الكلمات وألحان من خلال أربع أغانٍ أو أكثر.

## روابط خارجية
- الموقع الرسمي
 (بالإنجليزية)
- الموسيقى التصويرية رقم 1 على هانسينما
- الموسيقى التصويرية رقم 1 على موقع IMDb (الإنجليزية)
- الموسيقى التصويرية رقم 1 على موقع كينوبويسك (الروسية)
- الموسيقى التصويرية رقم 1 على موقع قاعدة بيانات الفيلم (الإنجليزية)